# KCTV 제주어 창작동요제
《KCTV 제주어 창작동요제》는 2014년부터 개최되고 있는 동요 대회로, KCTV에서 방송되고 있다.

## 진행자
| 회차 | 이름           |
| ---- | -------------- |
| 1    | 신소영         |
| 2    |                |
| 3    |                |
| 4    |                |
| 5    |                |
| 6    |                |
| 7    |                |
| 8    | 김지환, 김소연 |